# Едер (португальський футболіст)
Едерзіту Антоніу Машеду Лопіш (порт. Éderzito António Macedo Lopes, нар. 22 грудня 1987, Бісау), відомий як Едер — португальський футболіст, нападник.

## Клубна кар'єра
Народився 22 грудня 1987 року в місті Бісау (Гвінея-Бісау). В два роки переїхав з матір'ю в Лісабон (Португалія), а в вісім батьки здали його в католицький притулок, де він ріс і вчився грати в футбол. З 12 років почав займатися футболом у футбольній школі «Адемія». Протягом 2007—2008 років грав за нижчолігові команди «Олівейра Ошпітал» та «Турізенсі».
З 2008 року чотири сезони захищав кольори команди клубу «Академіка». Граючи у складі «Академіки», здебільшого виходив на поле в основному складі команди. Був серед провідних бомбардирів команди: забивав у середньому 0,51 раза в матчі чемпіонату.
Влітку 2012 перейшов до клубу «Брага». У його складі Едер провів успішні три сезони, забивши 26 голів у 60 матчах чемпіонату та дебютувавши в Лізі чемпіонів УЄФА.
1 липня 2015 перейшов до валлійського клубу англійської Прем'єр-ліги «Свонсі Сіті» за 6,7 мільйона євро. Однак у команді була крута конкуренція, Едер мав незначний час гри, провівши за пів сезону 15 матчів (переважно виходив на заміни) та не забивши жодного голу. З огляду на це, 1 лютого Едера віддали в оренду до кінця сезону до французького «Лілля». За половину сезону провів 14 матчів та забив 6 голів за «догів», які після завершення оренди викупили права на гравця за 4,5 мільйона євро.
23 серпня 2017 російський клуб «Локомотив» (Москва) підписав угоду про оренду Едера з «Лілля» до завершення сезону. Влітку 2018 Едер підписав повноцінний контакт з московським клубом. 30 червня 2021 року покинув «Локомотив» через закінчення контракту.

## Виступи за збірну
2012 року дебютував в офіційних матчах у складі національної збірної Португалії. Наразі провів у формі головної команди країни 28 матчів, забив 3 голи.
2014 року був включений до заявки збірної на тогорічний чемпіонат світу у Бразилії.
У додатковий час фінального матчу Євро-2016 ударом з-поза меж карного майданчика забив єдиний гол зустрічі, який приніс португальській команді перший в її історії титул континентальних чемпіонів.

## Досягнення
«Академіка»
- Володар Кубка Португалії: 2011-12

«Брага»
- Володар Кубка португальської ліги: 2012-13

«Локомотив»
- Чемпіон Росії: 2017-18
- Володар Кубка Росії: 2018-19, 2020-21
- Володар Суперкубка Росії: 2019

Збірна Португалії
- Чемпіон Європи: 2016